# Palazzo Comunale (Licodia Eubea)
Il Palazzo Comunale di Licodia Eubea, era prima sede del convento dei Domenicani e dell'ancora esistente e attiva chiesa del Rosario annessa ai locali dell'attuale municipio.

## Storia

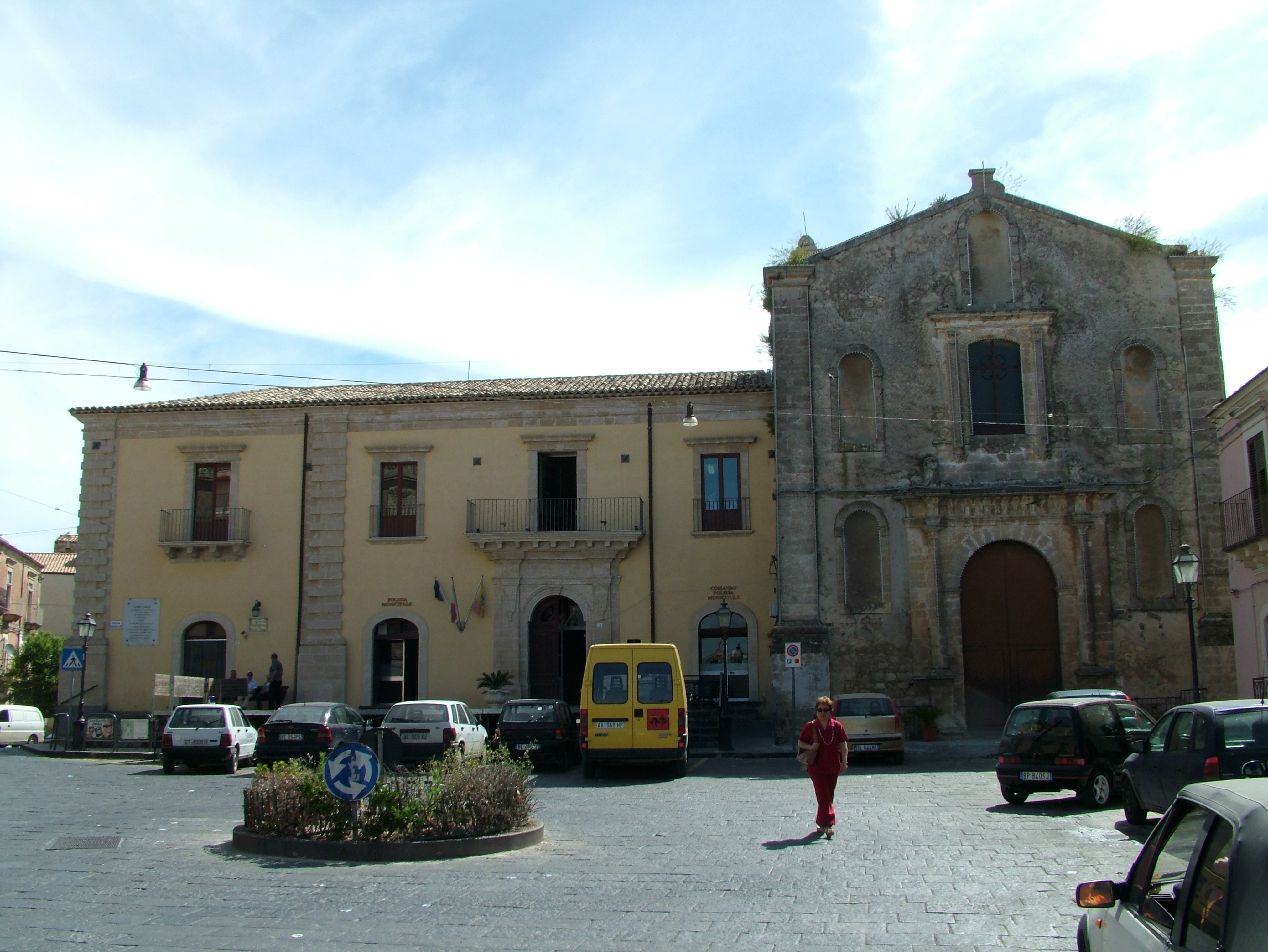
Palazzo Comunale e chiesa del Rosario

Il complesso strutturale del palazzo municipale risale alla seconda metà del 1700. In seguito alla soppressione degli ordini religiosi del 1860, il convento, per la sua centralità nel centro unrbano di Licodia, diede sede al municipio. In questo periodo, la legge piemontese ebbe molti riscontri nel territorio licodiano: molti conventi vennero chiusi e divennero di demanialità statale. Pure il convento dei cappuccini venne soppresso per un breve periodo. Il palazzo municipale, ex convento dei domenicani, fu adattato per il nuovo ruolo che tuttora svolge. Furono allargate le finestre per crearne dei balconi e fu risistemato il portone centrale per ottenerne l'attuale balconato. Successivamente, nei locali del municipio che danno sul prospetto principale, venne aperto un circolo per anziani ancora esistente appunto dedicato a San Domenico. Recentemente, negli anni novanta del secolo scorso alcuni uffici del municipio sono stati spostati in una nuova sede municipale sita nella zona nuova dell'abitato di Licodia. Nel 2007 è stata posta, nella balconata principale, una lastra in vetro colorato raffigurante lo stemma araldico di Licodia Eubea.